# Golden Globe 1965
La 22ª edizione della cerimonia di premiazione di Golden Globe si è tenuta l'8 febbraio 1965 al Cocoanut Grove dell'Ambassador Hotel di Los Angeles, California.

## Premi per il cinema
Vengono di seguito indicati in grassetto i vincitori. Ove ricorrente e disponibile, viene indicato il titolo in lingua italiana e quello in lingua originale tra parentesi.

### Miglior film drammatico
- Becket e il suo re (Becket), regia di Peter Glenville
- Il giardino di gesso (The Chalk Garden), regia di Ronald Neame
- La notte dell'iguana (The Night of the Iguana), regia di John Huston
- Tre donne per uno scapolo (Dear Heart), regia di Delbert Mann
- Zorba il greco (Alexis Zorbas), regia di Michael Cacoyannis

### Miglior film commedia o musicale
- My Fair Lady (My Fair Lady), regia di George Cukor
- Il gran lupo chiama (Father Goose), regia di Ralph Nelson
- Mary Poppins (Mary Poppins), regia di Robert Stevenson
- La vita privata di Henry Orient (The World of Henry Orient), regia di George Roy Hill
- Voglio essere amata in un letto d'ottone (The Unsinkable Molly Brown), regia di Charles Walters

### Miglior regista
- George Cukor - My Fair Lady (My Fair Lady)
- Michael Cacoyannis - Zorba il greco (Alexis Zorbas)
- John Frankenheimer - 7 giorni a maggio (Seven Days in May)
- Peter Glenville - Becket e il suo re (Becket)
- John Huston - La notte dell'iguana (The Night of the Iguana)

### Miglior attore in un film drammatico
- Peter O'Toole - Becket e il suo re (Becket)
- Richard Burton - Becket e il suo re (Becket)
- Anthony Franciosa - Rio Conchos (Rio Conchos)
- Fredric March - 7 giorni a maggio (Seven Days in May)
- Anthony Quinn - Zorba il greco (Alexis Zorbas)

### Migliore attrice in un film drammatico
- Anne Bancroft - Frenesia del piacere (The Pumpkin Eater)
- Ava Gardner - La notte dell'iguana (The Night of the Iguana)
- Rita Hayworth - Il circo e la sua grande avventura (Circus World)
- Geraldine Page - La porta dei sogni (Toys in the Attic)
- Jean Seberg - Lilith - La dea dell'amore (Lilith)

### Miglior attore in un film commedia o musicale
- Rex Harrison - My Fair Lady (My Fair Lady)
- Marcello Mastroianni - Matrimonio all'italiana
- Peter Sellers - La Pantera Rosa (The Pink Panther)
- Peter Ustinov - Topkapi (Topkapi )
- Dick Van Dyke - Mary Poppins (Mary Poppins)

### Migliore attrice in un film commedia o musicale
- Julie Andrews - Mary Poppins (Mary Poppins)
- Audrey Hepburn - My Fair Lady (My Fair Lady)
- Sophia Loren - Matrimonio all'italiana
- Melina Merkouri - Topkapi (Topkapi )
- Debbie Reynolds - Voglio essere amata in un letto d'ottone (The Unsinkable Molly Brown)

### Miglior attore non protagonista
- Edmond O'Brien - 7 giorni a maggio (Seven Days in May)
- Cyril Delevanti - La notte dell'iguana (The Night of the Iguana)
- Stanley Holloway - My Fair Lady (My Fair Lady)
- Gilbert Roland - Il grande sentiero (Cheyenne Autumn)
- Lee Tracy - L'amaro sapore del potere (The Best Man)

### Migliore attrice non protagonista
- Agnes Moorehead - Piano... piano, dolce Carlotta (Hush...Hush, Sweet Charlotte
- Elizabeth Ashley - L'uomo che non sapeva amare (The Carpetbaggers)
- Grayson Hall - La notte dell'iguana (The Night of the Iguana)
- Lila Kedrova - Zorba il greco (Alexis Zorbas)
- Ann Sothern - L'amaro sapore del potere (The Best Man)

### Migliore attore debuttante
- Harve Presnell
- George Segal
- Topol

### Migliore attrice debuttante
- Mia Farrow
- Celia Kaye
- Mary Ann Mobley

### Migliore colonna sonora originale
- Dimitri Tiomkin - La caduta dell'Impero romano (The Fall of the Roman Empire)
- Richard M. Sherman e Robert B. Sherman - Mary Poppins (Mary Poppins)
- Jerry Goldsmith - 7 giorni a maggio (Seven Days in May)
- Laurence Rosenthal - Becket e il suo re (Becket)
- Mikīs Theodōrakīs - Zorba il greco (Alexis Zorbas)

### Migliore canzone originale
- Circus World, musica di Dimitri Tiomkin, testo di Ned Washington - Il circo e la sua grande avventura (Circus World)
- Dear Heart, musica di Henry Mancini, testo di Jay Livingston e Ray Evans - Tre donne per uno scapolo (Dear Heart)
- From Russia with Love, musica di John Barry, testo di Lionel Bart e Monty Norman - A 007, dalla Russia con amore (From Russia with Love)
- Sunday in New York, musica di Peter Nero, testo di Carroll Coates e Roland Everett - Una domenica a New York (Sunday in New York)
- Where Love Has Gone, musica di Jimmy Van Heusen, testo di Sammy Cahn - Quando l'amore se n'è andato (Where Love Has Gone)

### Samuel Goldwyn International Award
- Matrimonio all'italiana[1], regia di Vittorio De Sica (Italia)
- La ragazza dagli occhi verdi[2] (Girl with Green Eyes), regia di Desmond Davis (Regno Unito)
- Sallah[3] (Sallah Shabati), regia di Ephraim Kishon (Israele)
- Mafioso, regia di Alberto Lattuada (Italia)
- El pozo (El pozo), regia di Raúl de Anda (Messico)
- L'uomo di Rio (L'homme de Rio), regia di Philippe de Broca (Francia)

## Premi per la televisione
Vengono di seguito indicati in grassetto i vincitori. Ove ricorrente e disponibile, viene indicato il titolo in lingua italiana e quello in lingua originale tra parentesi.

### Miglior trasmissione televisiva
- Gli inafferrabili (The Rogues)
- Twelve O'Clock High (Twelve O'Clock High)
- I Mostri (The Munsters)
- The Red Skelton Show (The Red Skelton Show)
- Wendy and Me (Wendy and Me)

### Miglior star televisiva maschile
- Gene Barry - La legge di Burke (Burke's Law)
- James Franciscus - Mr. Novak (Mr. Novak)
- David Janssen - Il fuggiasco (The Fugitive)
- Robert Vaughn - Organizzazione U.N.C.L.E. (Man from U.N.C.L.E.)
- Robert Vaughn - Slattery's People (Slattery's People)

### Miglior star televisiva femminile
- Mary Tyler Moore - The Dick Van Dyke Show (The Dick Van Dyke Show)
- Dorothy Malone - Peyton Place (Peyton Place)
- Yvette Mimieux - Dottor Kildare (Dr. Kildare) per l'episodio Tyger, Tyger
- Elizabeth Montgomery - Vita da strega (Bewitched)
- Julie Newmar - My Living Doll (My Living Doll)

## Premi onorati
- Golden Globe alla carriera: James Stewart
- Henrietta Award
  - Il migliore attore del mondo: Marcello Mastroianni
  - La miglior attrice del mondo: Sophia Loren